# 石门塘水库
石门塘水库是中国湖北省咸宁市通山县境内的一座水库，位于富水上游通山河上，建于1980年。水库正常库容为758万立方米，集雨面积为9.5平方千米，海拔为270米。